# Camp Douglas
Camp Douglas – wieś w Stanach Zjednoczonych, w stanie Wisconsin, w hrabstwie Juneau.